# ¡Fuga!
¡Fuga!, (Escape! en inglés), es un Cuento o Relato Corto de Ciencia ficción de Isaac Asimov. Fue publicado como "Paradoxical Escape" (Fuga Paradójica en español), en el ejemplar del agosto de 1945 de la revista Astounding Science Fiction y reimpreso como "¡Fuga!" en las colecciones Yo, Robot (1950) y The Complete Robot (1982).

## Historia
Muchas organizaciones de investigación están trabajando en desarrollar el salto al hiper-espacio. US Robots es aproximado por su más grande competencia con planes para un motor de hiper-espacio (un tema que sería desarrollado más tarde en otras historias). Pero eran cautelosos, porque haciendo cálculos, la supercomputadora (no positrónica) del rival se auto-destruyó. 
US Robots encuentra una manera de introducir la información a su propia computadora, una positrónica conocida como El Cerebro (no estrictamente hablando de un robot, porque no se mueve), sin que el mismo suceso aconteciera. El Cerebro entonces direcciona el edificio de una hiper-nave.
Powell y Donovan abordan la nave, y esta despega sin que estuvieran conscientes de ello. También averiguan que El Cerebro se ha convertido en un bromista práctico, no ha construido ningún control manual para la nave, tampoco regaderas y solo provee de frijoles empacados y leche para supervivencia de la tripulación.
La nave logra hacer un regreso a la Tierra con éxito después de un salto de hiper-espacio, y Susan Calvin descubre lo que ha sucedido. El salto implica que la tripulación de la nave cese de existir por un breve momento, que es una violación a la Primera Ley (temporalmente). Esto asusta a la IA de "El Cerebro", en un comportamiento infantil e irracional.
Esta historia de nuevo recae sobre las diferencias de interpretación en las leyes de la robótica entre los miembros humanos de US Robots y las creaciones mecánicas. El factor importante en este robot es su personalidad; permite a la supercomputadora calcular la respuesta al problema del hiper-espacio, pero se comporta como un idiota inmaduro cuando es enfrentado al problema de las muertes humanas.
- Datos: Q464683